# マリー＝ルイーズ＝ジュヌヴィエーヴ・ド・ロアン
マリー＝ルイーズ＝ジュヌヴィエーヴ・ド・ロアン（Marie-Louise-Geneviève de Rohan, 1720年1月7日 パリ - 1803年3月4日 レーゲンスブルク）は、ブルボン朝末期フランスの貴族女性、宮廷女官。マルサン夫人（Madame de Marsan）の呼び名で知られる。1754年から1776年まで22年の長きに渡って王家のガヴァネスを務め、フランス王ルイ16世とその兄弟姉妹の養育に当たった。スービーズ公シャルル・ド・ロアンの妹。

## 生涯
スービーズ公ジュール＝フランソワ＝ルイと妻アンヌ＝ジュリー＝アデライード・ド・ムランの間の第3子・長女。両親が1724年天然痘に罹り相次いで亡くなったため、兄弟と一緒に義理の伯父のゲメネ公に引き取られ、ヴェルサイユの宮廷で育った。
1736年6月4日、オテル・ド・マイエンヌ（hôtel de Mayenne）にて1歳年下のマルサン伯ガストンと結婚。婚礼の司式は大叔父スービーズ枢機卿が務めた。1743年、間に子を儲けないまま夫が天然痘で死去した。23歳で寡婦となった彼女は、ルイ15世王の侍医ルイ・ギョーム・ルモニエと愛人関係を持った。
1754年、曾祖母ヴァンタドゥール夫人や叔母タラール夫人が代々引き継いできた王家のガヴァネスの職に就き、未来のルイ16世とその兄弟姉妹の養育に専念した。マルサン夫人が王子女の中で最も可愛がったのはプロヴァンス伯であり、プロヴァンス伯の方も夫人を「親愛なる小さなお友だち（ma chère petite amie）」と呼んでよく懐いた。マルサン夫人は、当時は男子だけが学ぶ科目とされていた哲学を王女たちにも学習させるため、ジョフラン夫人の娘ラ・フェルテ＝アンボー侯爵夫人を教師として雇い入れるうえで主導的な役割を果たした。養育係主任女官は慣例上、王子女の養育の監督が職務のため、例えば妹娘マダム・エリザベートの日常の世話は下僚の侍女マッコー夫人に任された。しかし姉娘マダム・クロティルドはマルサン夫人のお気に入りだったので、夫人が世話することも多く、1775年クロティルドがサヴォイア家に嫁入りするときも随行し、婚礼に参加した。
王家のガヴァネスには職務上の特権として王宮にアパルトマンを与えられる慣わしだったため、テュイルリー宮殿内のアパルトマンが彼女に割り当てられた。このアパルトマンは夫人に因みパヴィヨン・ド・マルサンと呼ばれた。
マルサン夫人は宮廷の守旧派や信心派に影響力を持つ実力者でもあった。1770年の王太子（ルイ16世）とマリー・アントワネットの結婚には反対し、別の縁組を提案するなど妨害する動きも見せ、婚礼の後も王太子妃に反感を抱き続けた。1776年、王妃となったマリー・アントワネットがヴェルサイユの宮廷儀礼を軽視する振る舞いを続けることに反発した宮廷の古い世代が大勢宮廷を離れる中で、マルサン夫人も職を辞し、姪のゲメネ夫人に交代した。宮廷を離れた後の夫人は、パリのヌーヴ・サントーギュスタン通りに面した邸宅に住んだ。
1777年、マルサン夫人はルイ16世に対する自身の影響力を行使して、親類のルイ＝ルネ＝エドゥアール・ド・ロアン枢機卿をフランス宮廷司祭長に任命するよう仕向けた。そのロアン枢機卿が巻き込まれた1785年の首飾り事件では、夫人は枢機卿を救うために憎悪している王妃に跪いて枢機卿に対する赦しを請うたが、容れられなかった。1786年5月31日、ロアン枢機卿の裁判の結審の日に、マルサン夫人はロアン家の一族とともに黒衣に身を包んでコンシェルジュリーの法廷入り口に立ち、裁判官たちに「あなた方は、私たち一門全員に判決を下すことになるのですよ！」とロアン家の名誉を汚さぬよう訴えた 。
フランス革命が始まるとドイツに亡命し、同国で亡くなった。

## 引用・脚注
1. ↑  de La Chesnaye-Desbois, Badier, Francois Alexandre Aubert. Dictionnaire de la noblesse 2010年7月21日閲覧。
2. ↑  Gillispie. Charles Coulston: Science and polity in France: the end of the old regime, Princeton, New Jersey (1980), p.155
3. 1 2 3  Mansel, Philip. “The Court of France 1789-1830”. Googlebooks.org. 2010年4月7日閲覧。
4. ↑  Joan Haslip (1991). Marie Antoinette. Stockholm: Norstedts Förlag AB. ISBN 91-1-893802-7（J・ハスリップ（著）・桜井郁恵（訳）『マリー・アントワネット』近代文芸社、1999年）
5. 1 2  Joan Haslip (1991). Marie Antoinette. Stockholm: Norstedts Förlag AB. ISBN 91-1-893802-7